# Campeonato Mundial de Atletismo em Pista Coberta de 2012 - Salto em distância masculino
A prova do salto em distância  masculino do Campeonato Mundial de Atletismo em Pista Coberta de 2012 foi disputada entre 9 e 10 de março na Ataköy Athletics Arena em Istambul, Turquia.

## Recordes
Antes desta competição, os recordes mundiais e do campeonato nesta prova eram os seguintes:
|    | Nome         | Nacionalidade  | Distância | Local       | Data                  |
| -- | ------------ | -------------- | --------- | ----------- | --------------------- |
| WR | Carl Lewis   | Estados Unidos | 8m 79cm   | Nova Iorque | 27 de janeiro de 1984 |
| CR | Iván Pedroso | Cuba           | 8m 62cm   | Maebashi    | 7 de março de 1999    |

## Medalhistas
| Ouro                          | Prata              | Bronze                 |
| Mauro Vinícius da Silva (BRA) | Henry Frayne (AUS) | Aleksandr Menkov (RUS) |

## Cronograma
| Data        | Hora  | Evento  |
| ----------- | ----- | ------- |
| 9 de março  | 18:20 | Bateria |
| 10 de março | 18:50 | Final   |

## Resultados

### Bateria
Qualificação: 8,00 m (Q) ou os 8  melhores qualificados (q).
| Colocação | Atleta                           | Nacionalidade  | #1   | #2   | #3   | Resultado | Notas |
| --------- | -------------------------------- | -------------- | ---- | ---- | ---- | --------- | ----- |
| 1.        | Mauro Vinícius da Silva          | Brasil         | 7.93 | X    | 8.28 | 8,28      | WL Q  |
| 2.        | Luis Felipe Méliz                | Espanha        | 8.10 |      |      | 8.10      | Q     |
| 3.        | Henry Frayne                     | Austrália      | 7.77 | 8.02 |      | 8.02      | Q     |
| 4.        | Luis Tsatumas                    | Grécia         | 8.00 |      |      | 8.00      | Q     |
| 5.        | Aleksandr Mieńkow                | Rússia         | 7.80 | 7.98 |      | 7.98      | q     |
| 6.        | Ndiss Kaba Badji                 | Senegal        | 7.88 | 7.93 | X    | 7.93      | q     |
| 7.        | Will Claye                       | Estados Unidos | X    | 7.91 | -    | 7.91      | q     |
| 8.        | Ignisious Gaisah                 | Gana           | 7.77 | 7.79 | 7.89 | 7.89      | q     |
| 9.        | Michel Tornéus                   | Suécia         | X    | 7.77 | 7.85 | 7.85      |       |
| 10.       | Tyrone Smith                     | Bermudas       | 7.76 | X    | 7.80 | 7.80      |       |
| 11.       | Eusebio Cáceres                  | Espanha        | 7.37 | 7.71 | 7.67 | 7.71      |       |
| 12.       | Alexandru Cuharenko              | Moldávia       | 7.42 | 7.44 | 7.66 | 7.66      |       |
| 13.       | Supanara Sukhasvasti na Ayudhaya | Tailândia      | 7.14 | 7.43 | X    | 7,43      |       |
| 14.       | Alper Kulaksiz                   | Turquia        | 7.42 | 7.15 | X    | 7.42      | SB    |
| 15.       | Su Xiongfeng                     | China          | X    | 7.42 | -    | 7.42      | SB    |

### Final
A final ocorreu dia 10 de março. 
| Colocação         | Atleta                  | Nacionalidade  | #1   | #2   | #3   | #4   | #5   | #6   | Resultado | Notas |
| ----------------- | ----------------------- | -------------- | ---- | ---- | ---- | ---- | ---- | ---- | --------- | ----- |
| Medalha de ouro   | Mauro Vinícius da Silva | Brasil         | 7.73 | X    | X    | 7.77 | 8.23 | 8.23 | 8.23      |       |
| Medalha de prata  | Henry Frayne            | Austrália      | 8.17 | X    | X    | X    | 7.89 | 8.23 | 8.23      |       |
| Medalha de bronze | Aleksandr Mieńkow       | Rússia         | 8.12 | 8.22 | X    | X    | 8.10 | X    | 8.22      |       |
| 4.                | Will Claye              | Estados Unidos | 7.78 | X    | 7.98 | X    | 8.04 | X    | 8.04      |       |
| 5.                | Ndiss Kaba Badji        | Senegal        | 7.93 | X    | X    | 7.97 | X    | X    | 7.97      |       |
| 6.                | Luis Tsatumas           | Grécia         | 7.88 | X    | X    | X    | 7.49 | 7.77 | 7.88      |       |
| 7.                | Ignisious Gaisah        | Gana           | 7.76 | 7.70 | 7.83 | 7.75 | 7.86 | 7.85 | 7.86      |       |
| 8.                | Luis Felipe Méliz       | Espanha        | X    | X    | X    | X    | X    | 7.50 | 7.50      |       |

Legenda
| Recorde mundial       | Recorde mundial (World record)               |                       | Recorde africano                      | Recorde africano (African) |                                           | Q | Classificado por posição (Qualified) |
| Recorde do campeonato | Recorde do campeonato (Championship record)  | Recorde da América    | Recorde da América (Americas)         | q                          | Classificado por melhor tempo (Qualified) |   |                                      |
| Melhor marca do ano   | Melhor marca do ano (World leading)          | Recorde asiático      | Recorde asiático (Asian)              | DNS                        | Não largou (Did not start)                |   |                                      |
| Recorde nacional      | Recorde nacional (National record)           | Recorde europeu       | Recorde europeu (European)            | DNF                        | Não terminou (Did not finish)             |   |                                      |
| Recorde pessoal       | Recorde pessoal do atleta (Personal best)    | Recorde da Oceania    | Recorde da Oceania (Oceania)          | DSQ / DQ                   | Desclassificado (Disqualified)            |   |                                      |
| Recorde da temporada  | Recorde da temporada do atleta (Season best) | Recorde sul-americano | Recorde sul-americano (South America) | NM                         | Sem marca (No mark)                       |   |                                      |